# Góropatwa chińska
Góropatwa chińska (Alectoris magna) – gatunek średniej wielkości ptaka z rodziny kurowatych (Phasianidae). Zamieszkuje Azję. Osiadły.

## Systematyka
Międzynarodowy Komitet Ornitologiczny (IOC) wyróżnia dwa podgatunki A. magna:
- A. magna magna – północne i północno-wschodnie Qinghai.
- A. magna lanzhouensis – Lanzhou Basin, środkowe Gansu.

## Charakterystyka
Cechy charakterystyczne to bardzo wąska, rdzawobrązowa obroża, po wewnętrznej stronie ciemniejsza, aż do czarnej. Od podobnie ubarwionej góropatwy skalnej i azjatyckiej można ją odróżnić także po jaśniejszej, szarożółtej, a nie brązowej tęczówce.

### Morfologia
Wygląd zewnętrzny: Obie płci ubarwione jednakowo, ale samica nieznacznie mniejsza od samca.
Rozmiary: długość ciała: 38 cm
Masa ciała: samce 445–710 g, samice 442–615 g. 

## Występowanie

### Środowisko
Skaliste, pokryte trawą i niskimi krzewami wzgórza i doliny, 1300–4000 m n.p.m.

### Zasięg występowania
Środkowe Chiny: prowincje Qinghai i Gansu.

## Pożywienie
Dorosłe żywią się nasionami, kłączami, bulwami i pędami roślin, uzupełniając dietę owadami. Młode jedzą przede wszystkim owady i zielone części roślin.

## Rozród
Dobieranie w pary: od końca marca do połowy kwietnia.
Gniazdo: zakłada na ziemi, w ukryciu. Jest to zagłębienie w ziemi wyściełane materiałem roślinnym.
Okres lęgów: jaja składa od maja.
Jaja: 7–20, najczęściej 12.
Wysiadywanie: 22–24 dni, wysiaduje wyłącznie samica.
Opieka nad pisklętami: Oboje rodzice wodzą pisklęta. Grupy rodzinne utrzymują się aż do kolejnego sezonu lęgowego.

## Status, zagrożenie i ochrona
Pomimo niezbyt rozległego zasięgu występowania i lekko spadkowej tendencji liczebności populacji jest to gatunek pospolity, status według kryteriów Czerwonej Księgi Gatunków Zagrożonych IUCN: gatunek najmniejszej troski (LC – least concern).
Problemem mogą być polowania, które mogą prowadzić do wymarcia niektórych lokalnych populacji.

## Znaczenie dla człowieka
Ptak łowny.